# Annie Potts
Anne Hampton Potts (sinh ngày 28/10/1952) là nữ diễn viên người Mỹ. Bà từng được một đề cử Quả cầu vàng. Bà cũng lồng tiếng cho nhân vật Bo Peep trong sê-ri phim hoạt hình Toy Story (1995).

## Thời thơ ấu
Potts sinh ra tại Nashville, Tennessee, bà con gái thứ ba của Powell Grisette Potts và Dorothy Harris (nhũ danh: Billingslea) Potts. Các chị gái của bà là Mary Eleanor (Potts) Hovious và Elizabeth Grissette ("Dollie") Potts. Cả ba lớn lên ở Franklin, Kentucky. Bà tốt nghiệp cấp III Franklin-Simpson năm 1970. Năm 21 tuổi, Potts bị tai nạn xe ô tô và bị gãy xương hông.

## Danh sách phim

### Điện ảnh
Toy Story 1 (1995), Toy Story 2 (1999), Toy Story 4 (2019): vai Bo Peep
| Năm  | Tên phim                            | Vai diễn       | Ghi chú    |
| ---- | ----------------------------------- | -------------- | ---------- |
| 1995 | Câu chuyện đồ chơi                  | Bo Peep        | Lồng tiếng |
| 1999 | Câu chuyện đồ chơi 2                | Bo Peep        | Lồng tiếng |
| 2019 | Câu chuyện đồ chơi 4                | Bo Peep        | Lồng tiếng |
| 2024 | Biệt đội săn ma: Kỷ nguyên băng giá | Janine Melnitz |            |